# Трибромфенолят висмута
Трибромфенолат висмута (ксероформ, Bismutum tribromphenylicum) — лекарственный препарат, 2,4,6-трибромфенолят висмута основной. Химическая формула Bi(OC6H2Br3)3 Жёлтый мелкий порошок с характерным запахом, нерастворимый в воде, этаноле, этиловом эфире и хлороформе. Оказывает вяжущее, подсушивающее и антисептическое действие. Применяют наружно в порошках, присыпках и мазях для лечения язв, воспалений слизистых оболочек, опрелостей и т. п. Входит в состав мази Вишневского и геморроидальных свечей «Анузол».